# جزایر وحشی (فیلم)
جزایر وحشی (به انگلیسی: Savage Islands) یا نیت و هیز (به انگلیسی: Nate and Hayes) فیلمی محصول سال ۱۹۸۳ و به کارگردانی فردیناند فایرفاکس است. در این فیلم بازیگرانی همچون تامی لی جونز، مایکل اوکیف، مکس فیپس و جنی سیگروو ایفای نقش کرده‌اند.